# Halhatatlanok (Irán)

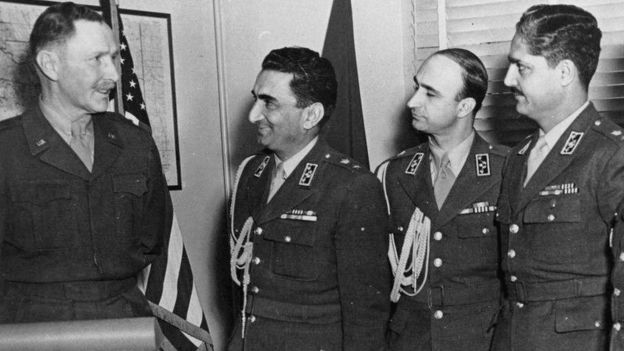
A Halhatatlan Gárda tisztjei a teheráni amerikai attaséval az 1960-as évek táján

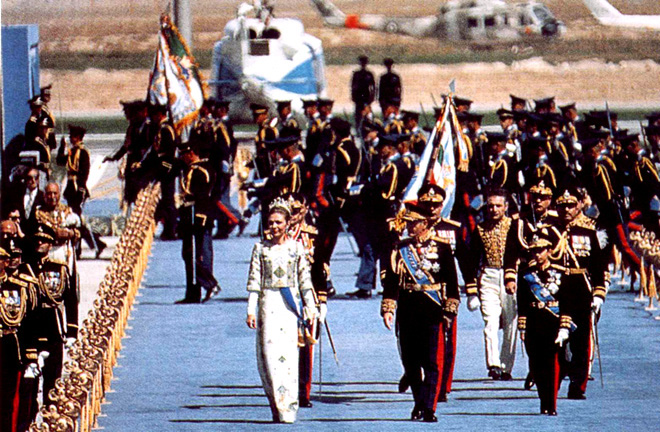
Pahlavi sah és családja a halhatatlanok kíséretében Paszargadaiban, az 1971-es nagyszabású perszepoliszi parti idején

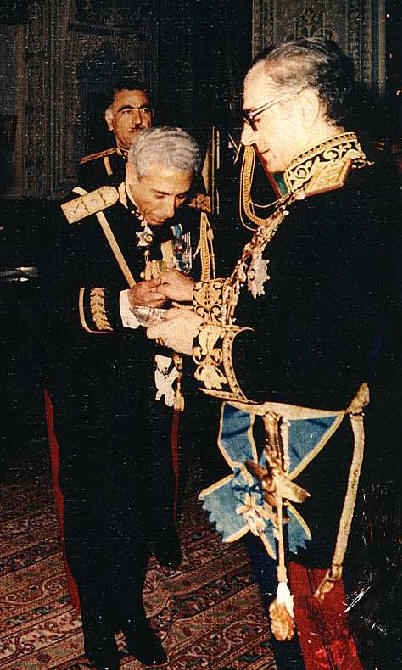
A halhatatlanok utolsó parancsnoka, Nesat tábornok kezet csókol az uralkodónak

Az iráni Halhatatlanok hivatalosan az Iráni Birodalmi Halhatatlan Gárda (perzsául: گارد جاویدان شاهنشاهی ایران) nevet viselték, de egyszerűen Birodalmi Gárdának (perzsául: گارد شاهنشاهی) is hívták őket. A gárdát Mohammad Reza Pahlavi iráni sah hozta létre 1942-ben elsősorban maga és családja személyi védelmére, valamint rezsimje fő támaszának. Nevét és szervezetét tekintve az Óperzsa Birodalom halhatatlanjaitól vette az ihletet, mivel ő és apja Reza Pahlavi állami szinten követték (utánozták) az ókori mintákat.

## Előzmények
Perzsiában nem minden uralkodó dinasztia tartott fenn szervezett testőrcsapatot. 1921-ben létezett egy 20 ezer fős királyi gárda, de szervezett egységet Reza Pahlavi alakított ki 1925-ös hatalomra jutásakor, amely lovassági és gyalogsági egységeket foglalt magában. Fia Mohammad 1942-ben újjá szervezte a gárdát, amely 700 önkéntesből állt Dzsafar Safakat kapitány (későbbi tábornok) irányítása alatt. Felépítésében a francia köztársasági gárda, valamint a brit udvari lovasság és gyalogsági gárda mintáját követte.

## A halhatatlan gárda további fejlődése és szerepe
1953-ben az egység megbízhatóságáról tett tanúbizonyságot, amikor a kirobbant politikai válságban a halhatatlanok kitartottak az uralkodó mellett. Mohammad Moszaddeg megbuktatása után hadosztályméretűre növelték a gárdát Tejmur Bahtiár tábornok irányítása alatt, aki később a SZÁVÁK parancsnoka lett. 1972-ben bevonták az egysége a laskari gárdát és egy sorkatonai dandárt is, ezzel a gárda kéthadosztályos állományra bővült.
Szintén szerepe volt a halhatatlanoknak az 1963 júniusában Komban, Sirázban, Teheránban, Mesedben és Varáminban kitört zavargások véres elfojtásában, amelynek 380 halottja volt és mintegy 320 embert (köztük 30 papot) tartóztattak le. A megmozdulások azt követően robbantak ki, hogy Homeini ajatollahot egy június 3-án elhangzott beszédjét követően őrizetbe vették, mivel abban árulónak nevezte a sahot, s párhuzamot vont közte és az iszlám világban általánosan negatívan megítélt Jazíd kalifa között. A gárda június 5-én a Komban található iszlám vallási főiskolát is elfoglalta.
A gárda parancsnoksága idővel meghatározó szerepet játszott az iráni politikai életben, ugyanis a tisztikar befolyásos hatalmi tényezővé lépett elő az 1960-as évek végére. Erre a körre általánosan jellemző volt az antiklerikalizmus, ami viszont néminemű töréssel járt a közlegényekkel való viszonyban, akiknek jelentős része továbbra is hívő síita volt.
A halhatatlanok valamennyi parancsnoka feltétlen lojalitást tanúsított ugyanakkor a Pahlavikhoz és aktívan támogatta a fehér forradalmat, melynek révén hatalmas anyagi és presztízs-tőkére tettek szert. Nem egy parancsnok lett utóbb a SZÁVÁK vezetője, védelmi miniszter vagy pedig országos rendőrfőkapitány.
A SZÁVÁK-kal való kapcsolata a halhatatlanoknak rendszerszintű volt, ugyanakkor a titkosrendőrségen belül volt egy különálló részleg, melyet Hosszein Farduszt tábornok vezetett és feladata volt az egyes halhatatlanoknak a megfigyelése, amely jól bizonyítja, hogy a sah még saját testőrségében sem bízott meg teljesen.

## Struktúra
A gárdába történő belépés önkéntes alapon történt, viszont szigorú elvárásoknak kellett megfelelni. Aki az egység soraiba került, az rangján túl kiváltságokkal is számolhatott az iráni hadseregen belül.
A gárda a teheráni Lavizán-laktanyában állomásozott. 1978-ban magját egy 4-5 ezer fős dandár képezte, amely közvetlenül a sah személyi testőrségét alkotta. Ehhez az egységhez egy Chieftain-típusú harckocsikból álló zászlóalj is tartozott. A gárda volt a felelős a királyi paloták belső és külső biztonságáért békeidőben, míg háború esetén hadászati feladatokat kellett ellátnia az iráni birodalmi hadsereg kötelékében.
1967-ben, mielőtt Pahlavit sáhánsáhá (császárrá) koronázták, angol mintára lovassági alakulatot is létrehozott a gárdán belül, amelynek általában az ünnepi alkalmakon jutott szerep. Az egység nem volt nagy létszámú, csupán 30-50 fős volt.
Az 1970-es évekre a gárda létszáma elérte a 18 ezer főt, amelynek saját tüzérsége, páncélosai és helikopteres egységei voltak, utóbbiak zömében amerikai és brit gyártású arzenálokból kerültek ki. Létszámát tekintve a teljes iráni hadsereg 6%-át tették halhatatlanok és ők voltak az egyetlen olyan katonai alakulat, amely állandóan Teheránban, a fővárosban állomásozott.

## Toborzás
A regrutáknak egy sor jártassági vizsgán kellett megfelelniük különböző típusú és nehézségű tárgyakból. Egyik feltételként szerepelt az is, hogy legalább 23 generációra visszamenőleg ismerjék családfájukat és perzsa nemzetiségűek legyenek, továbbá előnyben volt az is, aki magasabb társadalmi rétegből vagy pedig vagyonos családból származott.
A halhatatlanok egyébként igen szigorú diszciplínájának sarokköve a sah iránti feltétlen odaadás volt. A katonák szolgálati ideje öt évig tartott. Nem lehettek analfabéták és jó fizikummal kellett rendelkezniük, mivel különböző sportfeladatokat is végre kellett hajtaniuk. Ismerniük kellett továbbá az iráni történelmet is.
A szigorú elvárások és megfigyelések ellenére viszont bizonyos iráni kommunisták és iszlamisták is a halhatatlanok soraiba jutottak.

## Egyenruha
A gárda világos vörös jelvényt viselt. A lovasságnak az ünnepségeken kék-piros ünnepi egyenruhája volt, valamint mellvértet és európai stílusú sisakot hordtak, továbbá kardot viseltek.

## A gárda vége
A gárda végsőkig harcolt Pahlavi sah mellett a forradalom kitörésekor. 1978 szeptemberében a halhatatlanok még sikerrel számolták fel a hadseregen belüli és a civil lakosság között kitört felkeléseket, s feloszlattak minden tüntetést. A halhatatlanok ellenőrizték Teheránt és védték a kulcsfontosságú nagyvárosi létesítményeket.
Ennek ellenére a forradalmat nem lehetett megfékezni. A sah már 1979 januárjában távozott Iránból, ám a halhatatlanok egy 1200 fős egysége január 23-án demonstratívan, fegyverekkel felvonult a Lavizán-laktanya előtt „Éljen a sah!” felkiáltással. Viszont a sah távozása tovább hergelte a fellázadt néptömeget. Számos halhatatlan és katonai vezetőik is csalódtak Pahlaviban, miután az uralkodó elhagyta az országot. A gárda főparancsnoka, Ali Nesat tábornok hiába szólította fel az uralkodót, hogy lépjen fel kezdeményezőleg, s erővel tiporja el a forradalmat.
A halhatatlanok, a monarchia utolsó katonai ereje, február 9. és február 11. között kemény harcba bocsátkoztak a dezertált iráni katonai egységekkel és a civil fegyveresekkel, akik visszavonulásra kényszerítették őket a bázisaikra. Utolsó kísérletként a halhatatlanok megtámadták a teheráni légibázist, ahol a kadétok és a személyzet a forradalmárok mellé állt. Az akció kudarcba fulladt, a halhatatlanok vereséget szenvedtek, ezután Teherán gyorsan a forradalmárok kezére került.
A halhatatlanok megmaradt egységei megadták magukat, és készek voltak a forradalom mellé állni. A közkatonákat a forradalom ítélőszéke megkímélte, de a tisztikart bíróság elé állították, és többségüket, köztük a parancsnokot, Nesat tábornokot is kivégezték azzal a váddal, hogy szerepük volt a Pahlavi-érában folyó elnyomásban.
Más főtisztek külföldre távoztak. Közülük ketten megpróbáltak ellenállást szervezni az iszlám köztársaság ellen, ám igen rövid időn belül meghaltak.
Az új iráni kormány február 17-én hivatalosan feloszlatta a Halhatatlanok gárdáját, ám mint katonai egység nem szűntek meg. Az új rezsimnek ugyanis szüksége volt képzett katonai erőre, ezért az egységeket megtartották, de korábbi kiváltságaikat megszüntették. Az állományt beintegrálták az iszlám köztársasági hadsereg 21. hadosztályának kötelékébe és áthelyezték Tebrizbe.
Egyes halhatatlanok bekerültek az újonnan létrehozott Forradalmi Gárdába is. Az egykori halhatatlanok harcoltak az iraki–iráni háborúban is.